# All Quiet on the Western Front
All Quiet on the Western Front (bra: Sem Novidade no Front / Nada de Novo no Front; prt: A Oeste Nada de Novo) é um filme estadunidense de 1930, dos gêneros guerra e épico, dirigido por Lewis Milestone, baseado no romance homônimo do escritor alemão Erich Maria Remarque, o filme é estrelado por Louis Wolheim, Lew Ayres, John Wray, Arnold Lucy e Ben Alexander.

## Sinopse
O jovem Paul Bäumer (Lew Ayres) alista-se para as Forças Armadas Germânicas, a fim de lutar na I Guerra Mundial assim como seus amigos e outros demais jovens da época, que pretendem mostrar-se corajosos e se tornarem heróis. No entanto, não há nada de heroico em fazer parte de uma guerra, não para soldados, e Paul, assim como outros, percebem que a guerra não tem lógica nenhuma - uma opinião diferente à daqueles que estão por fora dela.

## Elenco
- Richard Alexander .... Westhus
- Ben Alexander.... Franz Kemmerich
- Lew Ayres .... Paul Bäumer
- William Bakewell .... Albert Kropp
- Edmund Breese .... Herr Meyer
- G. Pat Collins .... Tenente Bertinck
- Owen Davis, Jr. .... Peter
- Russell Gleason .... Müller
- Harold Goodwin .... Detering
- Scott Kolk .... Leer
- Arnold Lucy .... Professor Kantorek
- Beryl Mercer .... Sr.ª Bäumer
- Walter Rogers .... Behn
- Slim Summerville .... Tjaden
- Louis Wolheim .... Stanislaus Katczinsky
- John Wray .... Himmelstoss

## Principais prêmios e indicações
Oscar 1930 (EUA)
- Venceu nas categorias de Melhor Filme[3](Carl Laemmle, Jr.) e Melhor Diretor[3](Lewis Milestone).
- Indicado nas categorias de Melhor Fotografia (Arthur Edeson) e Melhor Roteiro (George Abbott, Maxwell Anderson e Del Andrews).

Kinema Junpo Awards 1931 (Japão)
- Venceu na categoria de Melhor Som de Filme Estrangeiro.